# Estació de Baricentro
Baricentro és un baixador de ferrocarril en desús propietat d'Adif situat al centre comercial de Baricentro a la població de Barberà del Vallès a la comarca del Vallès Occidental. Es troba a la línia Castellbisbal / el Papiol - Mollet per on fins al 2011 només circulaven trens de mercaderies, actualment ho fa també la R8 de Rodalies de Catalunya, i en altres trams de la línia, trens de la R7 (amb el servei modificat).
Aquest baixador de la línia de Mollet al Papiol es va construir l'any 1982, com la resta de la línia que es va construir com a ferrocarril orbital per evitar que els trens de mercaderies passessin per Barcelona. La resta d'estacions de la línia van començar a donar servei comercial per a passatgers el 23 de maig del 2005 amb l'entrada en funcionament de la R7 de Rodalies Barcelona, excepte Cerdanyola Universitat, que ho feia des del 1995.
És una estació soterrada situada a sota mateix del centre comercial de Baricentro que li dona nom. A diferència de la resta d'estacions de la línia, aquesta no va arribar a obrir-se mai al públic i només hi passen trens de mercaderies. Quan es va obrir la R7 de Renfe Operadora inicialment hauria d'haver passat per l'estació per arribar a l'estació de Mollet - Sant Fost però finalment per les obres d'infraestructura que s'havien de fer no es va realitzar.
Tant al Pla Director d'Infraestructures 2001-2010, com en el del 2008-2019, de l'Autoritat del Transport Metropolità està previst ampliar els serveis de Rodalies cap a Mollet, però només en el PDI 2001-2010 menciona l'estació de Baricentro plantejant "la possibilitat la reobertura parcial de l'estació de Baricentro (a causa de la proximitat amb l'intercanviador de Barberà) els caps de setmana, i sense perjudici dels serveis associats a l'intercanviador.".